# Lothar Kurbjuweit
Lothar Kurbjuweit (født 6. november 1950) er en østtysk tidligere fodboldspiller.

## Karriere

### Klubkarriere
Lothar Kurbjuweit var forsvarsspiller og spillede i sin barndom i hjembyen Seerhausen, inden han i 1965 som 14-årig skiftede til den større klub BSG Stahl Riesa. Mest kendt er han dog for sin tid hos FC Carl Zeiss Jena (1970-83), hvor han var med til at vinde tre pokalfinaler og i 1981 var i finalen i Europa Cuppen for pokalvindere.
Han afsluttede karrieren i 1984 efter en enkelt sæson hos Chemie Halle.

### Landshold
Kurbjuweit spillede 29 U/18-landskampe og 8 på U/21-landsholdet, inden han fik 66 landskampe for DDRs fodboldlandshold, hvori han scorede fire mål. Han var blandt andet med ved VM-slutrunden 1974.
Han var desuden med for sit land ved OL 1972 i München, hvor DDR med to sejre i indledende runde kvalificerede sig til semifinalepuljerne. Her blev det til to sejre, men nederlag til Ungarn, hvilket betød, at holdet skulle spille bronzekamp. Polen blev olympiske mestre med finalesejr over Ungarn, mens DDR mødte Sovjetunionen i kampen om bronze. Til dette OL var det besluttet, at hvis medaljekampene endte uafgjort, 
også efter forlænget spilletid, skulle begge hold modtage medaljerne. Det fik som konsekvens, at hverken DDR eller Sovjetunionen (efter 2-2 i ordinær spilletid) for alvor spillede for sejren i forlængelsen for ikke at risikere at tabe, og til publikums store utilfredshed endte kampen uden yderligere scoringer, så begge hold fik bronzemedaljer. Kurbjuweit spillede de tre indledende kampe samt bronzekampen i turneringen.
Kurbjuweit var igen med ved OL 1976 i Montreal. Disse lege var generelt præget af afbud fra en lang række afrikanske lande, og flere sydamerikanske lande meldte også fra i fodboldturneringen. DDR, der stillede med næsten samme trup som ved VM to år forinden, kom som følge deraf i en pulje med blot tre hold, og efter at have spillet 0-0 mod Brasilien i første kamp besejrede de derpå Spanien i sidste puljekamp og gik derpå videre sammen med brasilianerne videre til kvartfinalen. Her vandt DDR 4-0 over Frankrig, og i semifinalen fulgte de op med 2-1 over Sovjetunionen. I finalen mødte østtyskerne de forsvarende mestre fra Polen, der tillige var VM-bronzevindere fra to år tidligere, men polakkerne var ikke i samme form, så Bransch og østtyskerne vandt forholdsvis nemt 3-1 og sikrede sig dermed guldet, men Polen fik sølv og Sovjetunionen bronze. Her spillede Kurbjuweit alle holdets kampe og scorede et af målene i semifinalen.

### Videre karriere
Efter afslutningen af sin aktive karriere arbejdede Kurbjuweit som fodboldtræner og idrætslærer. Efter den tyske genforening blev han bilsælger i Jena, og fra 2004 og frem blev han igen fodboldtræner i forskellige østtyske klubber, lige som han havde en kort periode som talentspejder for 1. FC Nürnberg.

### Familie
Han blev i 1980 gift med længdespringeren Birgit Grimm, og en søn, Tobias Kurbjuweit, blev som sin far fodboldspiller.